# Єрр (кантон)
Єрр (фр. Yerres) — кантон у Франції, в департаменті Ессонн регіону Іль-де-Франс.

## Склад кантону
Кантон включає в себе 2 муніципалітети:
| Муніципалітет | Площа | Населення, осіб | Рік  |
| ------------- | ----- | --------------- | ---- |
| Єрр           | 9,84  | 28789           | 2007 |
| Крон          | 2,48  | 9094            | 2007 |

## Консули кантону
| Період    | Консул            | Посада                                   |
| --------- | ----------------- | ---------------------------------------- |
| 1982—1994 | Albert Galhaut    |                                          |
| 1994—2001 | Michel Berson     | Мер муніципалітету Крон                  |
| 2001—2008 | François Durovray |                                          |
| 2008—2014 | Nicole Lamoth     | Перший заступник мера муніципалітету Єрр |

| Франція | Це незавершена стаття з географії Франції. Ви можете допомогти проєкту, виправивши або дописавши її. |